# Jacques Landry
Jacques Landry, född 27 september 1911 i Ottawa, död 24 november 1976 i Solano County, var en kanadensisk vinteridrottare. Han deltog i olympiska spelen 1932 i Lake Placid. Han kom på 20:e plats i backhoppning.